# Iakovlev Iak-1
Iakovlev Iak-1 (în rusă Яковлев Як-1) a fost un avion de vânătoare în cel de-al Doilea Război Mondial fabricat de URSS, monoloc, monoplan cu aripi pe structură de lemn..
Era un avion extrem de manevrabil, rapid și bine înarmat și la fel de important, ușor de întreținut și fiabil.
A fost avionul de bază pentru o serie de avioane din care s-au construit mai târziu 37.000 bucăți.
Ca recunoaștere a meritelor sale, proiectantul Aleksandr Sergheevici Iakovlev a primit Ordinul Lenin, cea mai mare distincție a URSS, premiu de 100.000 ruble și o mașină ZIS.  

## Date tehnice
Caracteristici generale
- Echipaj: 1
- Lungime: 8,5 m
- Anvergură: 10,0 m
- Înălțime: 2,64 m
- Suprafața aripilor: 17,2 m2
- Greutate gol : 2.394 kg
- Greutate încărcat: 2.883 kg

Planul avionului Iak-1 cu cele trei vederi: vedere laterală
vedere de sus și vedere din față

- Motor: 1 x motor Klimov M-105PF 12-V, răcit cu lichid de 880 kW (1.180 CP)

Performanțe
- Viteza maximă: 592 km/h
- Raza de acțiune: 700 km
- Plafon practic de zbor: 10.050 m
- Viteza de urcare: 15,4 m/s
- Sarcină unitară pe aripă: 168 kg/m2
- Putere/masă: 0,31 kW/kg

Armament
- 1 x tun ShVAK de 20 mm
- 1x mitralieră fixă Berezin UBS de 12,7 mm

## Operatori
- Uniunea Sovietică
- Iugoslavia
- Franța
- Polonia